# Gustav-Adolf Schur
Gustav-Adolf "Täve" Schur (Heyrothsberge, 23 de febrero de 1931) fue un ciclista alemán que corrió entre 1951 y 1963. Su carrera deportiva comenzó en la agrupación SC DHfK Leipzig. Fue uno de los ciclistas más populares de la Alemania del Este, y el primer alemán que ganó el Campeonato del Mundo de ciclismo amateur y la Carrera de la Paz. Entre 1959 y 1990 fue miembro del Volkskammer, el parlamento de la República Democrática Alemana.

## Biografía
Como miembro del Equipo Unificado de Alemania ganó la medalla de bronce en la prueba por equipos de los Juegos Olímpicos de Melbourne de 1956 y una medalla de plata en la contrarreloj por equipos de los Juegos Olímpicos de Roma de 1960. El 1958 y 1959 ganó el Campeonato del mundo de ciclismo en ruta amateur, siendo la primera vez que un ciclista revalidaba el título. En 1960 no volvió a revalidar el título porque cedió la victoria a su compañero Bernhard Eckstein. 
Su hijo Jan ganó la medalla de oro en la prueba por equipos de los Juegos Olímpicos Olímpicos de 1988 de Seúl, junto a Uwe Ampler, Mario Kummer y Maik Landsmann.
Schur estaba muy implicado en la política de la República Democrática Alemana. Entre 1959 y 1990 formó parte del Volkskammer. Después de la reunificación alemana continuó vinculado a la política, siendo miembro del Bundestag entre 1998 y 2002.

## Palmarés
| 1951 - Rund um Berlin 1952 - 1 etapa del Tour de RDA 1953 - Tour de RDA, más 2 etapas 1954 - Campeón de la RDA - Tour de RDA, más 2 etapas - Tour de la Hainleite 1955 - Carrera de la Paz y vencedor de 3 etapas 1956 - 3 etapas de la Carrera de la Paz - Medalla de bronce en los 100 km por equipos de los contrarreloj por equipos 1957 - Campeón de la RDA - 1 etapa del Tour de Egipto - Tour de la Hainleite 1958 - Campeón del mundo en ruta amateur - Campeón de la RDA - Campeón de la RDA de contrarelloj por equipos - 1 etapa del Tour de RDA - 2 etapas de la Carrera de la Paz | 1959 - Campeón del mundo en ruta amateur - Campeón de la RDA - Tour de RDA, más 5 etapas - Carrera de la Paz 1960 - Campeón de la RDA - 2 etapas de la Carrera de la Paz - Medalla de plata en los 100 km por equipos de los contrarreloj por equipos - 2.º en el Campeonato del mundo en ruta amateur - Tour de la Hainleite 1961 - Campeón de la RDA - Tour de RDA, más 5 etapas 1962 - 1 etapa del Tour de RDA - 3.º en el Campeonato de la RDA |

## Libros
- Adolf Klimanschewsky: Täve. Das Lebensbild eines Sportlers unserer Zeit. Sport Verlag, Berlin, 1955
- Klaus Ullrich: Unser Täve. Ein Buch über Gustav Adolf Schur. Sport-Verlag, Berlin, 1959.
- Klaus Ullrich: Unser Weltmeister. Sport-Verlag, Berlin, 1959
- Uwe Johnson: Das dritte Buch über Achim. Suhrkamp, Frankfurt am Main, 1962.
- Klaus Huhn: Das vierte Buch über Täve. Spotless-Verlag, Berlin, 1992, ISBN 3-928999-04-4
- Tilo Köhler: Der Favorit fuhr Kowalit. Täve Schur und die Friedensfahrt. Kiepenheuer, Leipzig 1997, ISBN 3-378-01015-0
- Klaus Huhn: Der Kandidat. Spotless-Verlag, Berlin, 1998, ISBN 3-92-8999-93-1
- Andreas Ciesielski:: Täve. Eine Legende wurde 70. Scheunen-Verlag, Kückenshagen 2001, ISBN 3-934301-47-9
- Gustav-Adolf Schur: Die Autobiographie. Das Neue Berlin Verlagsgesellschaft, Berlin, 2001, ISBN 3-360-00948-7
- Klaus Ullrich, Klaus Köste: Das 9. (neunte) Buch über Schur. Spotless-Verlag, Berlin, 2002, ISBN 3-933544-60-0
- Andreas Ciesielski: Typisch Täve. Scheunen-Verlag, Kückenshagen 2006, ISBN 3-938398-22-1
- Gustav-Adolf Schur: Täve, die Autobiografie. Gustav Adolf Schur erzählt sein Leben. Verlag Das Neue Berlin, Berlin 2011, ISBN 978-3-355-01783-1
- Gustav-Adolf Schur: Der Ruhm und ich. Spotless-Verlag, Berlin, 2011, ISBN 978-3-360-02054-3
- Gustav-Adolf Schur: Täve, die Autobiografie. Gustav Adolf Schur erzählt sein Leben. 2. überarbeitete und erweiterte Auflage, Verlag Das Neue Berlin, Berlín 2011, ISBN 978-3-355-01783-1